# Урзенбахер, Александр
Александр Урзенбахер (нем. Alexander Ursenbacher,  род. 26 апреля 1996 года, в Райнфельдене, Швейцария) — швейцарский профессиональный игрок в снукер. Всего лишь второй, после Даррена Париса, швейцарец которому удалось пробиться в мэйн-тур.

## Карьера
Начал играть в снукер в 2008 году. В 2009 (в 13 лет) выиграл Чемпионат Швейцарии среди игроков до 19 лет. Также, дважды (2012, 2013) побеждал на Чемпионате Швейцарии среди мужчин.
Стал профессионалом в сезоне 2013/14, после выхода в полуфинал  Q School. После поражения на раннем этапе первого турнира, Александр полностью доминировал во втором турнире и проиграл лишь один фрейм — в матче с чемпионкой мира среди женщин Риан Эванс. В финале он одержал убедительную победу 4-0 над бывшим профессиональным игроком Полом Уиксом и, в итоге, смог завоевать место в мэйн-туре на два сезона: 2013/2014, 2014/2015.
Урсенбахер  неудачно начал свой дебютный сезон в мейн-туре, проиграв первые 7 матчей. Свою первую победу он одержал в ноябре, в четвёртом  раунде низкорейтингового турнира Kay Suzanne Memorial Cup в поединке с бывшим чемпионом мира Кеном Доэрти, которого обыграл 4-1, и в следующем матче против ещё одного бывшего чемпиона мира Питера Эбдона он вёл 3-2 и был близок к победе, но  в итоге проиграл со счетом 3-4.
Высший турнирный брейк Урсенбахера — 140 очков, но на тренировках он делал максимальную серию в 147.

## Достижения

### Любительская карьера

#### Национальные турниры
- Национальный Чемпионат Швейцарии среди игроков до 19 лет победитель — 2009
- Biel Open победитель — 2010
- Salsiccia Open победитель — 2011
- Pot Bellys Open победитель — 2013, 2011
- Basel Open победитель — 2011
- Чемпионат Швейцарии среди мужчин победитель — 2012, 2013
- Döttinger Snooker Open победитель — 2012
- KABA-Safes.com Zürich Open победитель — 2012
- Aargauer Christmas Open победитель — 2012

#### Международные турниры
- Чемпионат Мира среди любителей 9-е место — 2012
- Чемпионат Европы среди игроков до 21 года 5-место — 2013[4]